# Bobby Jones (golfista)
Robert Tyre "Bobby" Jones Jr. (Atlanta, 17 marzo 1902 – Georgia, 18 dicembre 1971) è stato un golfista statunitense.
Fu il fondatore dell'Augusta National World Club e cofondatore del suo famoso Torneo Master (The Masters).

## Biografia

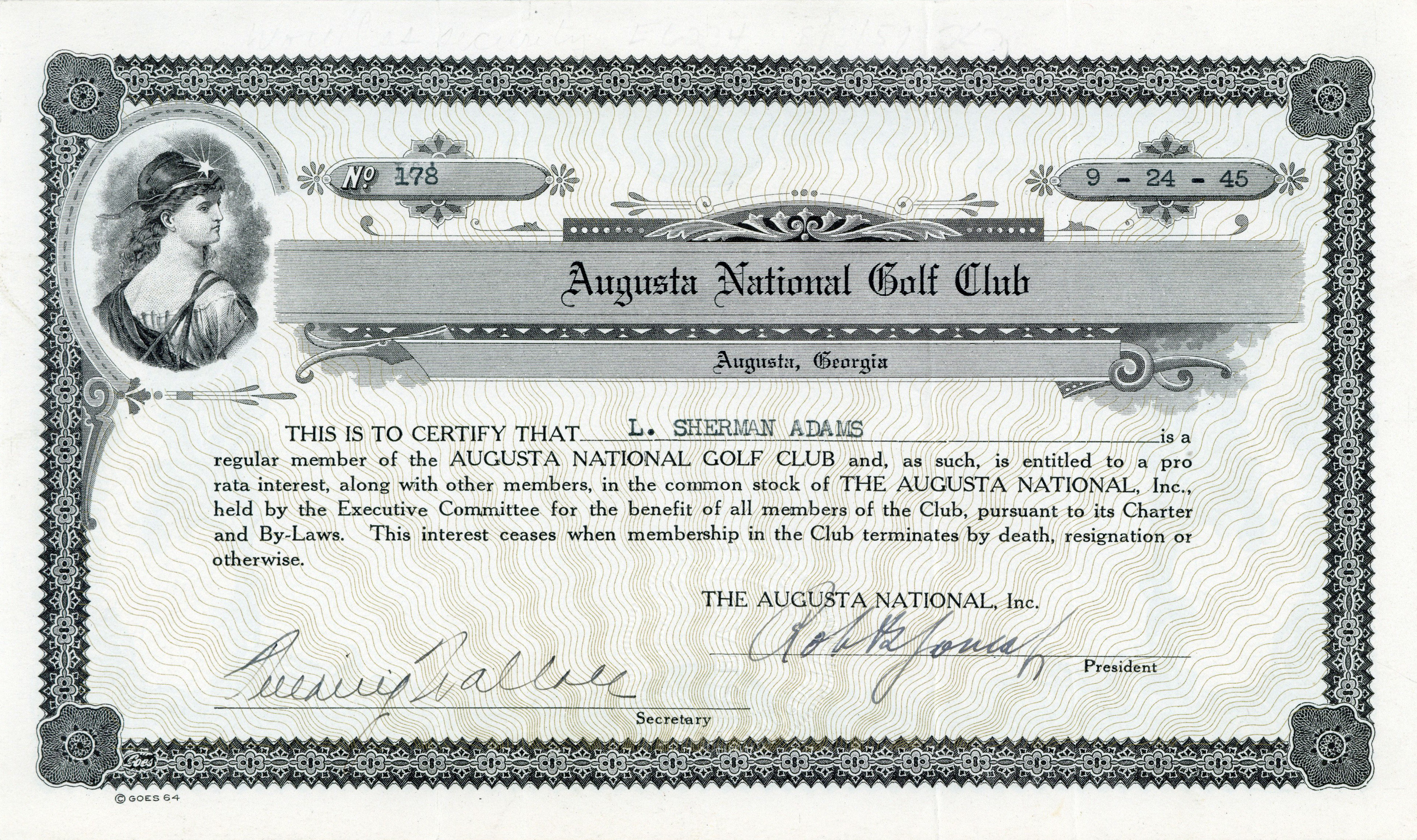
Azione dell'Augusta National Golf Club, emessa il 24 settembre 1945, firmata in originale da Boby Jones come presidente

Di gracile costituzione da bambino comincia a giocare mostrando subito talento. A soli 14 anni partecipa allo U.S. Amateur Championship. Non tralascia lo studio, laureandosi due volte: in ingegneria e in letteratura. Diventa poi avvocato e si dedica al golf come non professionista. Durante il suo picco di forma dal 1923 al 1930, dominò le competizioni per "dilettanti" (amateur) con numerosi successi anche in quelle aperte ai professionisti. Nel 1930 fece il Grande Slam, unico nella storia del golf, vincendo tutti i Major di allora: l'Open Championship, il campionato britannico per dilettanti The Amateur Championship, lo U.S. Open e lo U.S. Amateur, campionato per dilettanti statunitense.
Si ritirerà a 28 anni al culmine della sua carriera.
Durante la seconda guerra mondiale fu maggiore dell'aviazione USA.
Muore nel 1971, a 69 anni, a causa di una rara malattia alla spina dorsale, la siringomielia. Nel 1974, tre anni dopo la sua morte, fu inserito nella World Golf Hall of Fame. È a vario titolo considerato tra i più grandi golfisti di tutti i tempi.

## Tornei vinti

### Open
- 1923 U.S. Open
- 1926 U.S. Open
- 1926 The Open Championship
- 1927 The Open Championship
- 1929 U.S. Open
- 1930 U.S. Open
- 1930 The Open Championship

### Amateurs
- 1924 U.S. Amateur
- 1925 U.S. Amateur
- 1927 U.S. Amateur
- 1928 U.S. Amateur
- 1930 British Amateur
- 1930 U.S. Amateur

## Media
Gli sono stati dedicati due film:
- Bobby Jones - Genio del golf (2004)
- La leggenda di Bagger Vance (2000)